# Tillie és a Süsü Sárkány
A Tillie és a Süsü Sárkány (eredeti cím: The Tale of Tillie's Dragon) a 1995-ben készült amerikai rajzfilm, melynek alkotója és rendezője Mike Stribling.

## Szereplők
| Szereplő             | Eredeti hang | Magyar hang     |              |
| -------------------- | ------------ | --------------- | ------------ |
| Narrátor             | Frank Welker | Melis Gábor     |              |
| Tillie (kislány)     | Kath Soucie  | Garai Dóra      |              |
| Herman (sárkány)     | John Kassir  | Boros Zoltán    |              |
| Szent György (lovag) | Wayne Powers | Simon György    |              |
| Polgármester         | Frank Welker | Kőszegi Ákos    |              |
| Wilner               | Randy Rudy   | Halmágyi Sándor |              |
| Pités hölgy          | Russi Taylor | Bokor Ildikó    |              |
| Felolvasó            | Szalóczy Pál | Szalóczy Pál    | Szalóczy Pál |

További magyar hangok: Garai Róbert, Horányi László, Koffler Gizi, Várfi Sándor, Rácz Kati